# Ирклиевское сельское поселение
Ирклиевское сельское поселение — муниципальное образование в Выселковском районе Краснодарского края России.
В рамках административно-территориального устройства Краснодарского края ему соответствует Ирклиевский сельский округ.
Административный центр — станица Ирклиевская.

## Население
| 2010  | 2012  | 2013  | 2014  | 2015  | 2016  | 2017  |
| ----- | ----- | ----- | ----- | ----- | ----- | ----- |
| 5035  | ↗5040 | ↘5011 | ↘4972 | ↘4916 | ↘4905 | ↘4834 |
| 2018  | 2019  | 2020  | 2021  | 2023  |       |       |
| ↘4793 | ↘4741 | ↘4668 | ↘3778 | ↘3695 |       |       |

## Населённые пункты
В состав сельского поселения (сельского округа) входят 3 населённых пункта:
| № | Населённый пункт | Тип населённого пункта | Население (чел.) |
| - | ---------------- | ---------------------- | ---------------- |
| 1 | Ирклиевская      | станица                | ↗3300            |
| 2 | Балковская       | станица                | ↗1435            |
| 3 | Память Ленина    | хутор                  | ↗300             |